# HD 143187
HD 143187，又名BD+59 1691，SAO 29723、HR 5949，是一颗恒星，视星等为6.31，位于銀經91.08，銀緯45.17，其B1900.0坐标为赤經15h 53m 53.1s，赤緯+59° 45.17′ 0″。